# ジッグラト

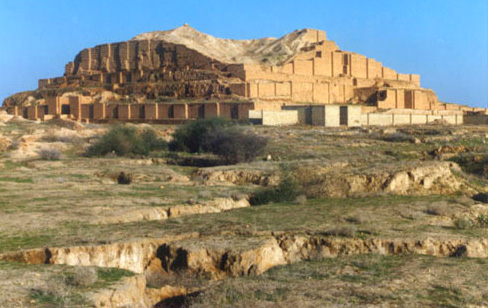
チョガ・ザンビールのジッグラト

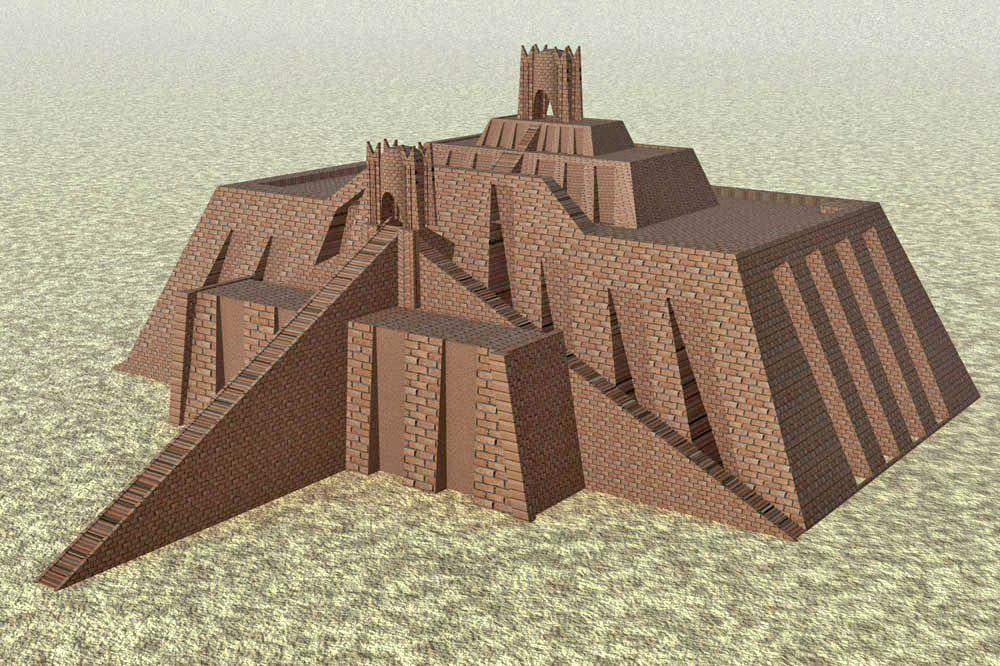
ウルのジッグラト復元図。三層構造で基壇上に月神ナンナルの至聖所があった。基幹構造は日乾煉瓦、外壁は瀝青で仕上げられていた。

ジッグラトまたはジグラート（英: Ziggurat、アッカド語: ziqqurat）は、古代メソポタミアにおいて、日干煉瓦で築かれた階段ピラミッド状の聖塔、神殿のこと。「神殿塔」を意味する。
自然の山に対する信仰である「クル信仰」（クル＝山）が起源だと考えられている。シュメール起源（シュメール語でジッグラトを表す語は「エ・ウ・ニル（驚きの家の意）」）と考えられており、一般に地上の神殿又は神殿群に付属しながら、ジッグラトの頂上にも神殿を備え、神の訪れる人工の山としてメソポタミアの諸都市に建造されたと考えられている。しかし、機能的には不明な点も多い。
メソポタミアにおいて、紀元前5000年頃に南部の都市エリドゥで都市の形成や神殿の建設がみられるようになる。やがてシュメール・アッカド時代と呼ばれる紀元前3000年期に都市の重要な展開がみられ、ジッグラトもこの頃に現れることとなる。王を中心とする専制体制の社会の中で、エジプトでは顕著であるが、大規模な建造物は王を象徴するという意味を持ち、王の権力を表すために実体のもつ力を大規模な建造物で表した。そのため、建築の表現において量感が中心となり、外部空間と建物の関係が構成上重要であった。メソポタミアは軸線の意識がそれほど強くないが、全体的に静的・彫刻的な空間構成ということができる。
古代ギリシアの歴史家ヘロドトスが記した『歴史』にも登場し、旧約聖書の『創世記』にも記されているバベルの塔は、バビロンにあったジッグラトが伝説化されたものという説もある。バビロンのジッグラトは、底辺62メートルｘ43メートル、高さ17メートルという巨大なものであった。いくつかのジッグラトが発掘されており、最大規模の遺跡としては、エラム（現イラン）のチョガ・ザンビール、比較的保存状態が良いものとしてはウル（現イラク）のものが挙げられる。

## ウルのジッグラト
ウルのジッグラト（エ・テメン・ニグル）は紀元前2100年頃、ウル第三王朝のウル・ナンムが建造したとされている。規模は第一層が底面62.5m×43m、高さ11m、第二層が底面38.2m×26.4m、高さ5.7mで、最上部に月神ナンナを祀る神殿を載せていた。長方形の基部の四つの角はほぼ東西南北を指しており、正面と左右から真直ぐに階段がかかっている。正面の階段のみ三層目まで達していた。全体では上面が底面より小さい側面が台形の箱を重ねたような建造物である。メソポタミアでは建築に用いられる質の良い木材が少なかったこともあり、現在でもよく使用される日乾煉瓦や焼成煉瓦が用いられた。躯体主要部は日乾煉瓦によって構成され、表面は焼成煉瓦で仕上げられている。壁はバットレス（控え壁）と呼ばれる突出部がついており、規則的に凹凸ができていることによって単調ではなくなり、陰影のある外観となっている。また、底面の各辺や壁体の稜線は中央で膨らみがつけられているところからすでに視覚的補正効果をねらった表現がなされていたと考えられる。イラクにある。

## ドゥル・シャルキン（コルサバード）
ドゥル・シャルキンは紀元前八世紀末、アッシリア帝国時代にサルゴン2世によって造営された。基部が長方形であったウルのジッグラドとは異なり、各辺が約43mの正方形の基部をもっていた。中心部の周りを左回りにらせん状におよそ七回巻く傾斜路によって頂上に達する仕組みであり、傾斜路の幅は1,8mである。正方形の基部とらせん状の傾斜路の構造は新バビロニア時代のバビロンのジッグラト（エ・テメン・アン・キ）と同様である。四層までの外壁には、下部からそれぞれ白、黒、赤、青の彩色が確認されている。